# Метацеркарія
Метацеркарія (лат. Metacercaria) — проміжна стадія метаморфозу трематод, цикл розвитку яких включає двох проміжних хазяїв. Розвивається із церкарій — личинок трематод, що вільно живуть. Проникнувши в тіло другого проміжного хазяїна (личинки водних комах, молюски, риби, пуголовки та ін.), зазвичай інцистується. Подальший розвиток здійснюється в кишечнику кінцевого хазяїна після споживанням ним в їжу другого проміжного хазяїна. Метацеркарія відповідає адолескарії у печінкового сисуна Fasciola hepatica.